# 浙江省杭州市中级人民法院

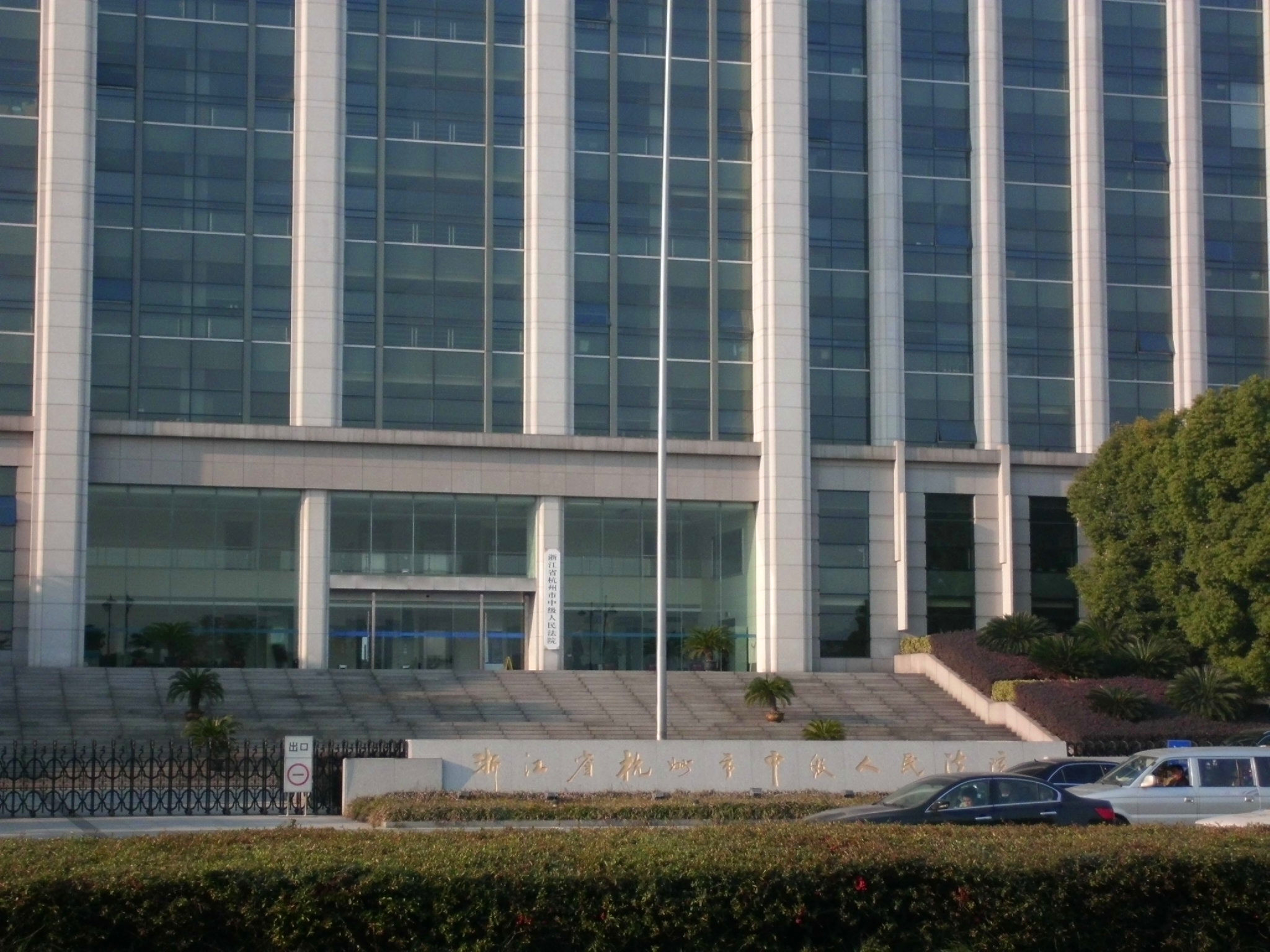
大门

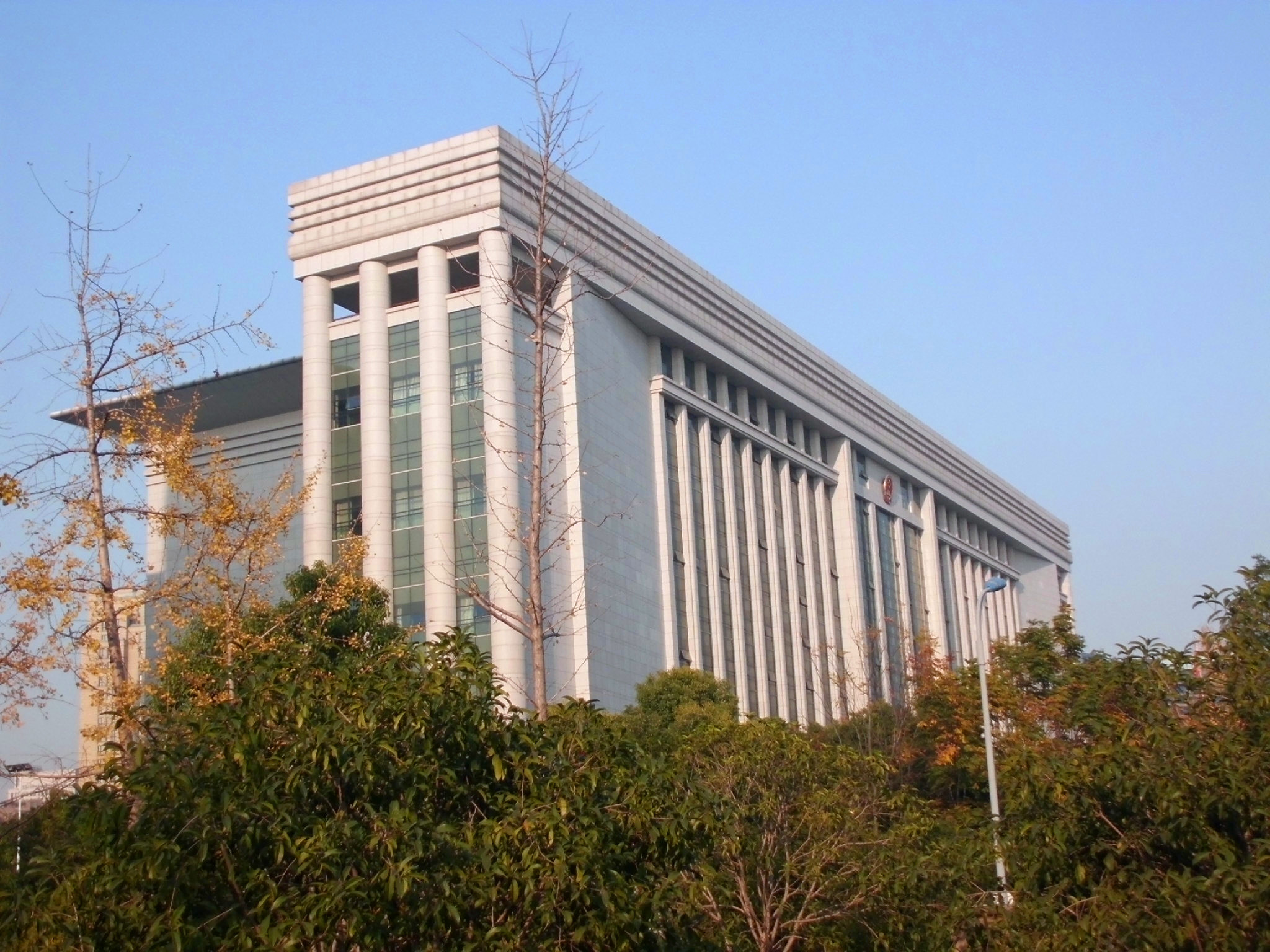
大楼

浙江省杭州市中级人民法院是中华人民共和国浙江省杭州市的中级人民法院。

## 沿革
杭州中院成立于1949年。

## 机构设置
现内设26个部门，包括刑事审判一、二、三庭，民事审判一、二、三、四、五庭，行政审判庭、执行局（内设实施一、二、三处及综合裁决处）、立案一、二庭、审判监督庭共16个审判执行部门；包括政治部（内设干部人事处、教育培训处）、办公室、审判管理办公室、研究室、司法鉴定处、司法行政装备处、司法警察支队、监察室、机关党委共10个综合部门。杭州中院在编人员338名（其中法官178名），2013年共收案25087件、办结25108件。

## 知名案例
- 原中共中央候补委员、宁波市委书记许运鸿滥用职权案
- 原江西省人民检察院检察长丁鑫发受贿案
- 原浙江省高级人民法院信访办主任潘华山故意杀人案
- 蒋友柏诉周为军、江苏人民出版社有限公司、北京凤凰联动文化传媒有限公司著作权侵权纠纷案
- 法国米其林集团总公司诉松阳县米其林木业有限公司侵犯商标专用权及不正当竞争纠纷案
- 英国美洲虎车辆有限公司诉杭州佳歌服饰有限公司、广州市恒马贸易有限公司、杭州利玛贸易有限公司、侯俊旭、胡大红侵犯商标专用权纠纷案
- 361°(福建)体育用品有限公司诉杭州东站服装市场、杭州安琪儿服装市场、钱江小商品市场等市场管理者及摊主商标侵权系列案
- 浙江大学科慧软件有限公司与浙江大学侵犯名称权纠纷案
- 渠涛诉杭州市城市基础设施建设发展中心、杭州市城建设计研究院有限公司、中铁十四局集团第五工程有限公司、杭州市城市建设投资集团有限公司、杭州市城乡建设委员会、杭州市人民政府侵害发明专利权纠纷案
- 曾震惊全国的“铁笼沉尸案”
- “7·5”公交车纵火案
- “1·1”萧山纵火案（致3名消防员牺牲）
- 杭州蓝色钱江纵火案
- 原温州市副市长、市长助理杨秀珠贪污、受贿案
- 许国利杀妻案
- 原江西省政协原党组成员、副主席肖毅受贿、滥用职权案

## 对应基层人民法院
杭州市中级人民法院有15个基层人民法院，分别为：
- 杭州市上城区人民法院
- 杭州市拱墅区人民法院
- 杭州市西湖区人民法院
- 杭州市滨江区人民法院
- 杭州市萧山区人民法院
- 杭州市余杭区人民法院
- 杭州市富阳区人民法院
- 杭州市临安区人民法院
- 杭州市临平区人民法院
- 杭州市钱塘区人民法院
- 桐庐县人民法院
- 淳安县人民法院
- 建德市人民法院
- 杭州铁路运输法院/杭州互聯網法院
- 杭州市下城区人民法院（2021年因区划调整而废除）
- 杭州市江干区人民法院（2021年因区划调整而废除）